# XXIV Premis Turia
Els XXIV Premis Turia foren concedits el 4 de juliol de 2015 per la revista valenciana Cartelera Turia amb la intenció de guardonar les persones i col·lectius que haguessen destacat l'any anterior en qualsevol de les categories i seccions que cobria la revista: cinema (pel·lícula espanyola i estrangera, actor i actriu), teatre, arts plàstiques, literatura, gastronomia, mitjans de comunicació, esports, música i literatura. La llista de guanyadors era escollida per l'equip de redactors i col·laboradors de la revista. Compten amb la col·laboració de l'Institut de Cultura i Joventut de l'Ajuntament de Burjassot, la Fundació Bancaixa i la Universitat de València.
L'entrega es va dur a terme a l'Auditori Casa de Cultura de Burjassot i aquest cop fou presentada per Arturo Blay i Amadeo Salvador, locutors del programa Locos por Valencia de la Cadena SER, amb l'actuació de l'humorista Xavi Castillo i les musicals de Soledad Giménez i la Sedajazz Band.
El premi consisteix en una estàtua que imitava la que sortia a la mítica pel·lícula El falcó maltès (1950) de John Huston.

## Guardons
Els guanyadors de l'edició foren:
| Categoria                                 | Premiat                                   | Labor premiada                      |
| ----------------------------------------- | ----------------------------------------- | ----------------------------------- |
| Millor Pel·lícula Espanyola               | La isla mínima                            | Alberto Rodríguez Librero           |
| Millor Pel·lícula Estrangera              | Kış Uykusu                                | Nuri Bilge Ceylan                   |
| Millor Opera Prima                        | 10.000 km                                 | Carlos Marqués-Marcet               |
| Premi Especial Turia                      | El Niño                                   | Daniel Monzón                       |
| Premi Especial Turia                      | Felices 140                               | Gracia Querejeta                    |
| Millor llargmetratge documental           | Paco de Lucía: La búsqueda                | Curro Sánchez Varela                |
| Millor llargmetratge documental valencià  | Five days to dance                        | Rafael Molés i José Andreu          |
| Millor curtmetratge valencià              | El último abrazo                          | Sergi Pitarch Garrido               |
| Premi Especial Cinema                     | José Luis Alcaine                         |                                     |
| Homenatge al Cinema                       | Álvaro de Luna Blanco José Manuel Cervino |                                     |
| Millor Actor                              | Javier Gutiérrez                          | La isla mínima                      |
| Millor actor/Homenatge                    | Ramón Barea                               | Negociador                          |
| Millor Actriu                             | Macarena Gómez                            | Musarañas                           |
| Millor Actriu Revelació                   | Ingrid García-Jonsson                     | Hermosa juventud                    |
| Premi Conservació del Patrimoni Històric  | Sitges de Burjassot                       |                                     |
| Millor contribució mitjans de comunicació | Yolanda Álvarez (TVE)                     | Ex corresponsal a la Franja de Gaza |
| Millor contribució musical                | Soledad Giménez                           |                                     |
| Millor contribució literària              | Anna Moner                                | El retorn de l'hongarès             |
| Millor contribució Cultural               | Fira del Llibre de València               |                                     |
| Millor contribució teatral                | Mostra Internacional de Mim a Sueca       | 25è Aniversari                      |
| Premi Huevo de Colón                      | Mongolia                                  | Revista                             |

## Premi per votació dels lectors
| Categoria                    | Pel·lícula     | Director                  |
| ---------------------------- | -------------- | ------------------------- |
| Millor pel·lícula espanyola  | La isla mínima | Alberto Rodríguez Librero |
| Millor pel·lícula estrangera | Jimmy's Hall   | Ken Loach                 |